# Маямі гералд
«The Miami Herald» — американська щоденна газета, що видається в Маямі з 1903 року. Нинішню назву носить з 1910 року. З 1946 року випускається видання для Латинської Америки. З 2006 року власником газети є видавнича корпорація The McClatchy Company. Володар двадцяти двох Пулітцерівських премій, перша з яких отримана в 1951 році.

## Історія
Газета була заснована 15 вересня 1903 року, коли Френк Стоунман перевіз Orlando Record в Маямі і перейменував її в The Miami Evening Record. Нове видання успішно конкурувало з вже наявними, але після паніки 1907 року зіткнулося з фінансовими труднощами. У грудні назву змінили на Miami Morning News-Record і газета почала виходити вранці, але як і раніше була близька до банкрутства. У 1910 році адвокат Френк Шаттс викупив видання і перейменував його в The Miami Herald. Кошти на здійснення угоди він отримав від нафтового магната Генрі Флаглера, який раніше запросив Шаттса з Індіанаполіса для спостереження за процедурою банкрутства банку Dallas Fort.
Під час земельного буму 1920-х років газета стала найбільш великоформатною в світі, що було пов'язано з необхідністю мати великі площі для реклами нерухомості. Пізніше, під час Великої депресії, видання знову було близьким до банкрутства. 1939 року Шаттс продав The Miami Herald журналісту Джону С. Найту.
У 1951 році газета вперше отримала Пулітцерівську премію за служіння суспільству, розділивши її з нью-йоркською Brooklyn Eagle. Нагорода була присуджена за репортажі про злочинність.
У 1974 році газета об'єдналася з видавництвом Ridder Publications, заснувавши компанію Knight-Ridder Corporation. У тому ж році адвокат видання Ден Пол виграв справу «Miami Herald Publishing проти Торнільйо». Пет Торнільйо, що висувався кандидатом у Палату представників Флориди, подав на газету до суду після того, як вона опублікувала дві статті з його критикою. На підставі статті 104.38 Статуту Флориди він вимагав, щоб газета надала йому можливість відповісти на критику. Представники Miami Herald заявляли, що цей закон порушує положення про свободу преси Першої поправки. 25 червня 1974 року Верховний суд США на чолі з Ворреном Бергером ухвалив рішення про неконституційність закону штату Флорида.
У 2006 році фірма була викуплена корпорацією The McClatchy Company.

## Пулітцерівські премії
Газета і її співробітники отримували Пулітцерівську премію двадцять два рази. Перша нагорода була отримана в 1951 році за публікації про організовану злочинність. Miami Herald є найбільш нагороджуваною газетою Південного Сходу США.